# Alice Gray (científica)
Alice Gray (1992) es una escritora científica galesa que escribe el blog Mindful of Science. Fue reconocida como una de las 100 mujeres más inspiradoras del mundo por la BBC en 2015 por su trabajo en defensa de la representación de las mujeres en los campos STEM.

## Trayectoria
Gray nació en 1992. Tiene una hermana gemela idéntica, y se crio cerca de Amroth, Pembrokeshire, Gales.Se licenció en Neurociencia en la Universidad de Cardiff en 2013. Ese mismo año, inició el blog Mindful of Science. El blog "STEMinist" analiza los problemas que enfrentan las mujeres en ciencia, tecnología, ingeniería y matemáticas (STEM), abogando por la importancia de la diversidad y la representación en la ciencia y por eliminar las barreras al avance de las mujeres en la educación y las carreras STEM. Alice Gray comenta que el blog le ha brindado la oportunidad de seguir abogando por las mujeres en STEM ante agencias y organizaciones gubernamentales.
Gray también produce un podcast (Inside the Petri Dish) y una serie de videos YouTube (Gray Matter) que cubren temas científicos contemporáneos y de divulgación.

## Reconocimientos
En 2015, Alice Gray fue reconocida como una de las 100 mujeres más inspiradoras del mundo por la BBC por sus escritos científicos.
En 2023, Alice Gray fue elegida miembro de la Learned Society of Wales.